# Armoriale dei comuni della città metropolitana di Torino
Questa pagina contiene le armi (stemmi e blasonature) dei comuni della città metropolitana di Torino (ex Provincia di Torino).

## A - E
| Stemma                                          | Comune e blasonatura | Gonfalone |
| ----------------------------------------------- | --- | --------- |
|                                                 | Agliè Gonfalone: drappo partito di azzurro e di bianco… |           |
|                                                 | Airasca Di rosso, alla croce d'argento, accantonata nel primo quarto da una corona comitale e, nel quarto, da una torre d'argento, merlata alla guelfa. Ornamenti esteriori da Comune. Gonfalone: drappo partito di bianco e di rosso… DPR 26 giugno 1973 |           |
|                                                 | Ala di Stura Gonfalone: drappo partito di bianco e di azzurro… |           |
|                                                 | Albiano d'Ivrea D.P.R. del 17 ottobre 1961 Gonfalone: drappo di bianco bordato di azzurro… |           |
|                                                 | Alice Superiore |           |
|                                                 | Almese D'azzurro, allo scaglione d'argento, accompagnato dalle tre torri d'oro, merlate alla guelfa. Ornamenti esteriori da Comune. R.D. dell'11 aprile 1938 Gonfalone: Drappo di azzurro… |           |
|                                                 | Alpette Gonfalone: drappo di azzurro… |           |
|                                                 | Alpignano D'argento, al pino fruttifero, al naturale, nodrito sulla campagna erbosa. Ornamenti esteriori da Comune. D.C.G. del 13 novembre 1934 Gonfalone: drappo troncato di verde e di bianco… D.P.R. del 31 gennaio 1980 |           |
|                                                 | Andezeno |           |
|                                                 | Andrate Di azzurro, alle tre fasce di argento, abbassate, accompagnate in capo dalla mitria vescovile, di argento, caricata dalla crocetta greca, di rosso, con le infule volte all'insù, frangiate d'oro. Ornamenti esteriori da Comune. Gonfalone: Drappo di bianco, con la bordatura di azzurro. DPR del 5 aprile 1995 |           |
|                                                 | Angrogna |           |
|                                                 | Arignano Costituito da una corona d'alloro alla base, due torri in colline verdi, sormontate da un'aquila e a sua volta da una corona regale, con la dicitura in alto "Comune di Arignano". Gonfalone: drappo partito di rosso e di bianco… |           |
|                                                 | Avigliana D'azzurro, alla croce d'argento, accantonata da quattro api al naturale. Ornamenti esteriori da Comune. D.C.G. del 4 novembre 1930 trascritto nei registri della Consulta Araldica il 6 novembre 1930 Gonfalone: drappo di azzurro… R.D. del 3 luglio 1930 |           |
|                                                 | Azeglio |           |
|                                                 | Bairo Interzato in palo: nel PRIMO e nel TERZO, di vaio minuto, di otto tiri, d'argento e di azzurro, il primo tiro composto di due semipezze e di una pezza, d'argento, e di due pezze, di azzurro; similmente il terzo, il quinto, il settimo tiro; il secondo tiro composto di due semipezze e di una pezza, di azzurro, e di due pezze, di argento; similmente il quarto, il sesto, l'ottavo tiro. Nel SECONDO, di rosso, al leone d'oro, afferrante con le zampe anteriori la mitria d'argento, caricata della crocetta di rosso, posta in banda alzata, esso leone sormontato dalla larva di filugello, posta in fascia, d'oro. Ornamenti esteriori da Comune. D.P.R. del 6 novembre 1996 Gonfalone: Drappo di azzurro ornato di ricami d'argento e caricato dello Stemma sopra descritto con la iscrizione centrata in argento, recante la denominazione del Comune con parti metalliche e cordoni argentati. L'asta verticale sarà ricoperta di velluto azzurro. D.P.R. del 6 novembre 1996 |           |
|                                                 | Balangero D'oro, alla torre di rosso, mattonata di nero, merlata alla ghibellina di cinque, aperta del campo, fondata sulla pianura di verde, essa torre caricata da due palle di cannone d'argento, infisse a un terzo dell'altezza e ordinate in fascia; al capo partito, nel primo, di rosso, caricato dalla croce d'argento; nel secondo, d'azzurro, caricato dall'aquila d'oro, sormontata dalla corona all'antica dello stesso, di cinque punte visibili. Ornamenti esteriori da Comune. Gonfalone: drappo di rosso, riccamente ornato di ricami d'argento e caricato dallo stemma sopra descritto con la iscrizione centrata in argento, recante la denominazione del Comune. Le parti di metallo ed i cordoni saranno argentati. L'asta verticale sarà ricoperta di velluto rosso con bullette argentate poste a spirale. Nella freccia sarà rappresentato lo stemma del Comune e sul gambo inciso il nome. Cravatta con nastri tricolorati dai colori nazionali frangiati d'argento. D.P.R. del 30 agosto 2000, riportato nel Registro Araldico dell'Archivio Centrale dello Stato in data 4 ottobre 2000 |           |
|                                                 | Baldissero Canavese Troncato d'argento e di nero; al capo d'azzurro caricato di tre stelle a cinque raggi d'argento, ordinate in fascia. Ornamenti esteriori di Comune. D.P.C.M. del 12 settembre 1984 Gonfalone: Drappo partito di bianco e di azzurro riccamente ornato di ricami d'argento e caricato dello stemma… con la iscrizione centrata in argento: Comune di Baldissero Canavese. D.P.C.M. del 12 settembre 1984 |           |
|                                                 | Baldissero Torinese Fasciato d'argento e di nero; al capo di rosso, caricato di tre stelle d'argento, ordinate in fascia. Lo scudo sarà sormontato dalla corona di Comune. Decreto reale in data 4 ottobre 1928, registrato alla Corte dei conti il 29 ottobre 1928, Reg. 11, Foglio 115 Gonfalone: drappo di azzurro… |           |
|                                                 | Balme |           |
|                                                 | Banchette D.P.R. 22 luglio 1987 |           |
|                                                 | Barbania Di azzurro al torrione di argento, murato di nero, aperto e finestrato del campo, fondato, su una terrazza di verde e accostato in capo da tre stelle (6) del secondo, male ordinate. D.P.C.M. del 31 agosto 1954 Gonfalone: drappo partito di bianco e di azzurro… |           |
|                                                 | Bardonecchia D'argento, cancellato di rosso, inchiodato d'oro. Gonfalone: drappo partito di rosso e di bianco… |           |
|                                                 | Barone Canavese Partito: il PRIMO, di azzurro, alla chiesa parrocchiale di Santa Maria Assunta, con il campanile a sinistra, chiesa e campanile di rosso, mattonati di nero, visti di fronte, la chiesa chiusa di nero, fondata sulla pianura di verde; il SECONDO, fasciato d'oro e di rosso, alla pianticella di canapa, d'argento, sradicata, attraversante; il tutto sotto il capo partito d'oro e di azzurro. Ornamenti esteriori da Comune. D.P.R. del 2 marzo 2007 Gonfalone: drappo di bianco… |           |
|                                                 | Beinasco Di azzurro, alla campagna unita al verde, caricata d'un fiume, in fascia al naturale, coll'ancora d'oro, trabeata d'argento, uscente dal fiume ed attraversante sul campo, sormontata da un sole d'oro orizzontale a destra. Ornamenti esteriori da Comune. Gonfalone: Drappo partito di giallo e di azzurro… |           |
|                                                 | Bibiana R.D. 3 agosto 1930 |           |
|                                                 | Bobbio Pellice Campo di cielo, all'obelisco d'argento, accostato da due piante di lauro d'oro, fondato l'obelisco e nodriti gli alberi su terrazzo erboso di verde. Ornamenti esteriori da comune. R.D. del 19 febbraio 1931, registrato alla Corte dei Conti il 24 aprile 1931, Reg. 3, Foglio 279 Gonfalone: drappo di colore azzurro riccamente ornato di ricami d'argento e caricato dello stemma comunale. Le partidi metallo ed i cordoni saranno argentati. L'asta verticale sarà ricoperta di azzurro con bullette argentate poste a spirale. Nella freccia sarà posto lo stemma del Comune. Cravatta e nastri tricolorati dai colori nazionali frangiati d'argento. |           |
|                                                 | Bollengo Partito: nel primo, d'argento, alla croce di rosso; nel secondo, di verde, alle tre stelle di otto raggi, d'oro, ordinate in palo. Ornamenti esteriori da Comune. Gonfalone: Drappo partito di verde e di rosso riccamente ornato di ricami d'argento e caricato dello stemma sopra descritto con la iscrizione centrata in argento, recante la denominazione del Comune. Le parti di metallo ed i cordoni saranno argentati. L'asta verticale sarà ricoperta di velluto dei colori del drappo alternati, con bullette argentate poste a spirale. Nella freccia sarà rappresentato lo stemma del Comune e sul gambo inciso il nome. Cravatta con nastri tricolorati dai colori nazionali frangiati d'argento. D.P.R. del 6 agosto 1988, concessione stemma e gonfalone |           |
|                                                 | Borgaro Torinese D'argento, a tre fasce doppiomerlate di rosso, intercalate da due file, ognuna di quattro gruppi di tre punte di lancia di nero, le punte convergenti verso la destra in basso. Ornamenti esteriori da Comune. D.P.R. del 20 settembre 1955 Gonfalone: Drappo partito di rosso e di bianco… |           |
|                                                 | Borgiallo Inquartato: nel primo e nel quarto di rosso; nel secondo e nel terzo d'azzurro. Ornamenti esteriori da Comune. Gonfalone: drappo di bianco… |           |
|                                                 | Borgofranco d'Ivrea Gonfalone: drappo partito di giallo e di azzurro… |           |
|                                                 | Borgomasino Di rosso, alle tre fasce d’argento, alla pianta di canapa d’oro, attraversante, uscente dalla punta. Ornamenti esteriori da Comune. |           |
|                                                 | Borgone Susa Alla muraglia di rosso, mattonata e caricata da un mastio dello stesso, merlato di cinque alla guelfa e aperto; il tutto uscente da uno specchio d'acqua caricato di sei fiori bianchi, pistillati d'oro, fogliati di tre posti 3, 2, 1; al capo d'oro, a tre gigli di rosso, ordinati in fascia. Ornamenti esteriori del Comune. D.P.R. del 27 giugno 1962, registrato alla Corte del Conti in data 31 agosto 1962 - Reg. n. 5 - Presidenza Fg. N. 114, trascritto nel Registro Araldico dell'Archivio Centrale dello Stato in data 15 settembre 1962 Gonfalone: drappo troncato, di rosso e di giallo riccamente ornato di ricami d'argento e caricato dello stemma sopra descritto con la iscrizione centrata in argento: COMUNE DI BORGONE SUSA. Le parti di metallo ed i cordoni sono argentati. L'asta verticale è ricoperta di velluto dai colori del drappo, alternati, con bullette argentate e poste a spirale. Nella freccia sarà rappresentato lo stemma del Comune e sul gambo incisi il nome. Cravatta e nastri tricolorati dai colori nazionali frangiati d'argento. |           |
|                                                 | Bosconero Gonfalone: drappo troncato di giallo e di azzurro… |           |
|                                                 | Brandizzo Gonfalone: drappo di rosso… |           |
|                                                 | Bricherasio D'argento, al leone tenente con le branche anteriori una falce messoria, il tutto al naturale. Ornamenti esteriori da Comune. Gonfalone: drappo di colore azzurro riccamente ornato di ricami d'argento e caricato dello Stemma Comunale con l'iscrizione centrata in argento: Comune di Bricherasio. Le parti di metallo e i nastri sono argentati. L'asta verticale è ricoperta di velluto con bullette argentate poste a spirale. Nella freccia è rappresentato lo Stemma del Comune e sul gambo inciso il nome. Cravatta e nastri sono tricolori dai colori nazionali frangiati d'argento. |           |
|                                                 | Brosso D.P.R. del 26 dicembre 1986 |           |
|                                                 | Brozolo Gonfalone: drappo di verde… |           |
|                                                 | Bruino D'azzurro, a due scettri d'argento, gigliati, decussati, circondati da una ruota industriale d'oro, dentata di 16. Ornamenti esterni di Comune. Gonfalone: drappo di bianco riccamente ornato di ricami d'argento e caricato dello stemma sopra descritto con la iscrizione centrata in argento «Comune di Bruino». |           |
| Stemma in uso con residuo del capo del Littorio | Brusasco Di nero, alla fenice d'argento, sulla sua immortalità, il tutto accompagnato nei cantoni del capo da stelle d'argento. Ornamenti esteriori da Comune. Gonfalone: drappo di rosso… |           |
|                                                 | Bruzolo D'azzurro, al capo un'aquila in atto di salire, mostrante il petto; al campo inferiore un agnello sacrificale assiso tra le fiamme, il tutto al naturale. Gonfalone: Drappo di rosso… |           |
|                                                 | Buriasco Gonfalone: drappo di verde… |           |
|                                                 | Burolo Troncato: il primo d’argento, alla capra di rosso, saliente dalla partizione; il secondo d'azzurro, alla sbarra d’argento, caricata da una rosa di rosso, accostata da due stelle d'azzurro, raggiate di cinque. Ornamenti esteriori da Comune. DPR 23 luglio 1982 |           |
|                                                 | Busano Gonfalone: drappo partito di bianco e di azzurro… |           |
|                                                 | Bussoleno D'azzurro, ad un vaso contenente una pianta di bosso e poggiante sul terreno, il tutto al naturale, accompagnato da un sole d'oro, uscente dal cantone destro. R.D. del 16 novembre 1933 Gonfalone: drappo di azzurro… |           |
|                                                 | Buttigliera Alta Partito di verde e di rosso, alla croce d'argento sulla partizione. Ornamenti esteriori di Comune. R.D. del 3 agosto 1930 Gonfalone: Drappo di azzurro… R.D. dell'8 marzo 1934 |           |
|                                                 | Cafasse D'azzurro, alla mitra d'argento, munita di due fanoni svolazzanti in fascia, dello stesso, accompagnata nel canton destro del capo dalla ruota dentata, di otto raggi e di otto pezzi, d'oro. Ornamenti esteriori da Comune. D.P.R. 8 novembre 1991 Gonfalone: Drappo partito di bianco e di azzurro riccamente ornato di ricami d'argento e caricato dello stemma sopra descritto con l'iscrizione centrata in argento recante la denominazione del Comune. Le parti di metallo ed i cordoni saranno argentati. L'asta verticale sarà ricoperta di velluto dei colori del drappo, alternati, con bullette argentate poste a spirale. Nella freccia sarà rappresentato lo stemma del Comune e sul gambo inciso il nome. Cravatta con nastri tricolorati dai colori nazionali frangiati d'argento. |           |
|                                                 | Caluso Stemma diviso in quattro quarti, sovrastato da una corona turrita, con serti di lauro e di quercia: nel primo: due grappoli d'uva; nel secondo: cavaliere antico su cavallo bianco; nel terzo: d'argento alle bande ondate di nero; nel quarto: castello turrito |           |
|                                                 | Cambiano Di rosso al cane passante d'argento. Sormontato da corona e circondato da due rami Gonfalone: drappo di azzurro… |           |
|                                                 | Campiglione-Fenile |           |
|                                                 | Candia Canavese Partito: il PRIMO, di azzurro, alla torre di rosso, mattonata di nero, il fastigio finestrato di due in fascia, dello stesso, e munito di due merli, guelfi, laterali, essa torre fondata sulla pianura di verde; il SECONDO, di argento, alle sei fasce ondate, di azzurro. Ornamenti esteriori da Comune Gonfalone: drappo di bianco… D.P.R. del 22 settembre 2009 |           |
|                                                 | Candiolo Gonfalone: drappo di azzurro… |           |
|                                                 | Canischio D.P.R. del 31 maggio 1999 |           |
|                                                 | Cantalupa Spaccato d'oro e di rosso alla lupa di nero, lampassata di rosso ed illuminata d'argento, attraversante la linea di partizione. D.P.R. del 10 febbraio 1986 Gonfalone: Drappo troncato di rosso e di giallo… |           |
|                                                 | Cantoira di argento, al castello di una sola torre, di rosso, mattonato di nero, merlato alla guelfa, il fastigio di dieci, la torre di cinque, esso castello finestrato di quattro, di nero, tre in fascia nel corpo, una nella torre, chiuso dello stesso, fondato in punta, sormontato da tre stelle di otto raggi, poste una, due, di azzurro. Ornamenti esteriori da Comune. Gonfalone: drappo di bianco con la bordatura di rosso… D.P.R. del 3 maggio 2010 |           |
|                                                 | Caprie D'azzurro al monte in naturale, sovrastato da una capra ferma al naturale, il tutto movente da un prato verde traversato a modo di banda da una strada ciottolata d'argento. Al capo tre stelle d'argento poste in fascia. DPR del 18 febbraio 1960 |           |
|                                                 | Caravino Gonfalone: drappo di rosso… |           |
|                                                 | Carema Semitroncato, partito. Nel primo, d'oro, al fascio di picche arduiniche, di rosso; nel secondo, d'oro, alle lettere capitali romane XL; nel terzo, d'azzurro, ondato di tre in fascia. Ornamenti esteriori da Comune. R.D. del 7 settembre 1933 |           |
|                                                 | Carignano Troncato, d'argento e di rosso, al cane bracco rampante, posto sopra una pianura erbosa di verde, sorreggente con le zampe anteriori una lancia da torneo, di oro, cimata di una fiamma bifida rossa, alla croce d'argento, svolazzante a sinistra. Motto: Hinc Fides. Ornamenti esteriori da Città. D.R. dell'8 dicembre 1930 Gonfalone: Drappo di bianco… R.D. del 3 agosto 1930 |           |
|                                                 | Carmagnola troncato di azzurro e d'argento, alla lettera C fiorita, dall'uno all'altro e dell'uno nell'altro. Corona: comitale. Sostegni: due delfini fra le laghe. Motto: Dat candida coelo Citato nell'Enciclopedia Storico-Nobiliare Italiana di V. Spreti, 1928-1936, vol. II, p. 332 Gonfalone: drappo di rosso… |           |
|                                                 | Casalborgone D'oro, all'aquila di nero, lampassata di rosso. Ornamenti esteriori da Comune D.P.R. del 30 maggio 1974 Gonfalone: drappo partito, di giallo e di nero, riccamente ornato di ricami d'argento e caricato dello stemma sopra descritto con l'iscrizione centrata in argento: Comune di Casalborgone. Le parti in metallo ed cordoni saranno argentati. L'asta verticale sarà ricoperta di velluto dei colori del drappo, alternati, con bullette argentate poste a spirale. Nella freccia sarà rappresentato lo stemma del Comune e sul gambo inciso il nome. Cravatta e nastri tricolorati dai colori nazionali frangiati d'argento. |           |
|                                                 | Cascinette d'Ivrea D.P.R. del 26 marzo 1985 Gonfalone: drappo troncato di rosso e di giallo… |           |
|                                                 | Caselette D'argento, al San Giorgio armato di tutto punto, d'oro, visto in profilo, il viso di carnagione, l'elmo piumato di azzurro, il Santo cavalcante il cavallo baio al naturale, con le zampe anteriori calpestanti il drago di due zampe, di verde, allumato di rosso, posto in punta e in fascia, rovesciato sul dorso, con la testa alzata e rivoltata, vomitante fiamme dello stesso; il Santo tenente con entrambe le mani la lancia di azzurro posta in sbarra e conficcata nelle fauci del drago; il tutto sotto il capo di rosso, caricato dalla croce d'argento. Gonfalone: drappo di bianco… D.P.R. del 16 febbraio 1999 |           |
|                                                 | Caselle Torinese Di rosso, alla croce di argento, accantonata da quattro casette d'argento, con la facciata, munita di timpano, volta a sinistra, chiuse di nero, finestrate di due dello stesso nel lato lungo, coperte d'oro. Ornamenti esteriori da Città DPR 15 aprile 1996 Gonfalone: Drappo di bianco… |           |
|                                                 | Castagneto Po D oro, alla fascia d'azzurro, accostata in capo da un castello di rosso, torricellato di un pezzo centrale, aperto e finestrato di nero, e in punta da un castagno sradicato e fogliato di verde. Ornamenti esteriori da Comune D.P.R. del 10 maggio 1956 Gonfalone: drappo partito di giallo e d'azzurro… |           |
|                                                 | Castagnole Piemonte |           |
|                                                 | Castellamonte D'argento al castello fondato sopra un monte roccioso, il tutto al naturale D.P.C.M. del 23 gennaio 1951 |           |
|                                                 | Castelnuovo Nigra Troncato; nel primo d'argento, al castello di rosso, aperto e finestrato, merlato alla guelfa, torricellato di due parti laterali, fondato su campagna di verde; nel secondo d'azzurro a tre file di tre losanghe, d'oro, poste in palo ed accostate; ornamenti esteriori da Comune D.P.R. 17 dicembre 1953 |           |
|                                                 | Castiglione Torinese Inquartato: il 1° e il 4° sono d'oro e recano la torre merlata di rosso, con porta nera; il 2° e il 3° sono di azzurro e recano l'aquila d'argento, con ali dal volo spiegato, rostrata e linguata di rosso, timbrato da corona da comune d'argento e in basso a sinistra fronde di alloro di verde con le drupe d'oro e a destra fronde di quercia di verde con le ghiande d'oro D.P.R. del 9 maggio 1997 Gonfalone: Drappo di bianco con la bordatura di azzurro, riccamente ornato di ricami d'argento e caricato dallo stemma con la iscrizione centrata in argento recante la denominazione del Comune. Le parti di metallo ed i cordoni saranno argentati. L'asta verticale sarà ricoperta di velluto dei colori del drappo, alternati, con bullette argentate poste a spirale. Nella freccia sarà rappresentato lo stemma del Comune e sul gambo inciso il nome. Cravatta con nastri tricolorati dai colori nazionali frangiati d'argento |           |
|                                                 | Cavagnolo Troncato, il primo d'azzurro all'aquila d'oro nascente, il secondo d'argento alla figura di "Cabanna" al naturale. Ornamenti esteriori da Comune D.P.C.M. del 29 ottobre 1960 Gonfalone: drappo partito di giallo e d'azzurro… |           |
|                                                 | Cavour Di rosso ai tre pali d'oro. Ornamenti esteriori da Comune Gonfalone: Drappo di giallo bordato di rosso. D.P.C.M. del 19 settembre 1996, concessione di stemma e gonfalone |           |
|                                                 | Cercenasco Gonfalone: drappo partito di rosso e di blu… |           |
|                                                 | Ceres Gonfalone: drappo troncato di verde e di bianco… |           |
|                                                 | Ceresole Reale |           |
|                                                 | Cesana Torinese Inquartato al primo e al quarto d'argento ai tre gigli d'oro posti a due e uno; al secondo di rosso al delfino d'oro; al terzo di rosso alla sirena d'argento, a due code ch'essa tiene con ambo le mani Gonfalone: drappo di giallo bordato di azzurro… |           |
|                                                 | Chialamberto Gonfalone: drappo di verde… |           |
|                                                 | Chianocco partito d'oro e di rosso, al leone rampante al naturale Gonfalone: Drappo partito di giallo e di rosso… |           |
|                                                 | Chiaverano Gonfalone: drappo partito di bianco e di azzurro… |           |
|                                                 | Chieri Inquartato, nel primo e nel quarto d'argento alla croce di rosso, nel secondo e nel terzo di rosso al leopardo d'oro lampassato del campo. Sormonta lo scudo la testina del Genio Alato sostenente la corona comitale. |           |
|                                                 | Chiesanuova Gonfalone: Drappo di bianco… |           |
|                                                 | Chiomonte Troncato da una fascia d'argento, caricata del motto "Jamais sans toi" in lettere maiuscole d'oro; il primo di cielo, al sole raggiante d'oro; il secondo d'azzurro, alle due piante di vite, quella di destra fruttata di un grappolo d'uva rosso, quella a sinistra fruttata di un grappolo d'uva d'oro, pampinose di verde, nodrite nel monticello al naturale fondato in punta. Gonfalone: drappo di bianco… |           |
|                                                 | Chiusa di San Michele Spaccato d'azzurro e di verde, recante un muro guelfo al naturale, aperto da un portale, accompagnato in capo da una stella d'oro. Gonfalone: drappo di azzurro… |           |
|                                                 | Chivasso Troncato: nel primo, di rosso alla chiave di argento, in palo, con gl'ingegni in alto, volti a destra; nel secondo, d'argento alla chiave di rosso pure in palo, con gli ingegni in alto rivolti a sinistra. Decreto del 28 gennaio 1928 Gonfalone: drappo di azzurro… |           |
|                                                 | Ciconio |           |
|                                                 | Cintano D'argento, al toro furioso, di nero, allumato, cornato, linguato, unghiato, di rosso, poggiante la zampa posteriore sinistra sul quinto merlo della muraglia di rosso, mattonata di nero, merlata di otto alla guelfa, essa muraglia fondata in punta e uscente dai fianchi, il primo e l'ultimo merlo combacianti con i fianchi. Ornamenti esteriori da Comune. D.P.R. del 3 ottobre 2005 Gonfalone: drappo troncato di rosso e di bianco… |           |
|                                                 | Cinzano D'argento, al leone di rosso, coronato con corona all'antica di tre punte visibili, d'oro, esso leone attraversante la banda ondata, diminuita, di azzurro. Ornamenti esteriori da Comune. Gonfalone: drappo di azzurro… D.P.R. del 30 ottobre 2008 |           |
|                                                 | Cirié Di rosso, alla croce d'argento, accantonata nel primo e quarto punto da una torcia accesa, d'oro. Sostegni: due grifoni d'argento, linguati d'oro, controrampanti e rimiranti in fuori. Lo scudo sarà sormontato dalla corona di città. D.P.R. del 18 luglio 1984 Gonfalone: drappo di azzurro… |           |
|                                                 | Claviere Interzato in fascia: al capo d'azzurro al Giano d'oro nel cantone destro; in fascia d'argento e alla punta di verde; sul tutto una chiave d'oro in sbarra. |           |
|                                                 | Coassolo Torinese Troncato il PRIMO d'oro, all'aquila di nero coronata dello stesso; il SECONDO d'azzurro, ad una croce di rosso bordata d'oro; nei cantoni inferiori 2 gigli d'oro. La corona di nove punte, merlate alla ghibellina, è quella riservata ai comuni. Decreto del 14 novembre 1977 Gonfalone: Drappo di rosso… |           |
|                                                 | Coazze Troncato: al 1º di rosso, alla croce greca nascente di bianco; al 2º di verde, al cuore di rosso fiammato, su ancora nera puntuta; con fascia curvata in alto di bianco attraversante sulla troncatura alla scritta COAZZE. Ornamenti esteriori: blasone di legno al naturale fogliato dello stesso in capo e in punta; sormontato d'una corona civica d'argento ai cinque merli ghibellini; stringente due festoni d'alloro attornianti lo scudo ed avvolgenti ai lati due fasci littori al naturale; dagli stessi pende un cartiglio di bianco al motto in lettere nere Unità Amore Forza, nel retro capi pendenti di arancione. Gonfalone: drappo di colore porpora, bordato di cordoncino d'oro, con punta a tre pendenti frangiati d'oro; caricato dello stemma civico in un quadrato d'azzurro bordato d'oro, con sopra l'iscrizione centrata COMUNE DI COAZZE in oro. Nel pendente di centro rettangolo bordato d'oro con l'Ossario dei caduti su sfondo di monti, il tutto al naturale. Nel retro drappo interzato in palo verde, bianco e rosso, bordato di cordoncino d'oro. Il gonfalone sarà sorretto da un traverso in metallo terminante con due sfere di ottone con punta a guisa di mazza, intrecciate d'un cordoncino d'oro pendente ai lati e terminante in due nappe frangiate. |           |
|                                                 | Collegno D'azzurro, a quattro sbarre d'argento, al leone passante d'oro, sormontato dalla lettera C maiuscola dello stesso; al capo di Savoia. Ornamenti esteriori da Città. Gonfalone: drappo di rosso… |           |
|                                                 | Colleretto Castelnuovo D'azzurro alla torre d'argento, a due palchi, aperta e finestrata del campo. Ornamenti esteriori da Comune D.P.R. del 4 dicembre 1954 Gonfalone: drappo partito di azzurro e bianco… |           |
|                                                 | Colleretto Giacosa Gonfalone: drappo di giallo con la bordatura di azzurro… |           |
|                                                 | Condove D'azzurro, al sole d'oro, fiammeggiante su un muro d'argento, ai piedi del quale una pecora al naturale bruca un ramoscello, il tutto poggiante su un pascolo al naturale. |           |
|                                                 | Corio Gonfalone: Drappo di azzurro… |           |
|                                                 | Cossano Canavese |           |
|                                                 | Cuceglio |           |
|                                                 | Cumiana Composto di tre parti: a) l'immagine centrale raffigura un cavallo indomito senza briglie in colore grigio poggiante con le zampe posteriori su una porzione di terreno erboso con ceppaia su campo azzurro; b) in alto si rappresenta una corona che possiede l'aspetto della cima di una torre medievale in colore grigio con parti interne in rosso; c) nella parte inferiore trova posto una fascia in colore grigio recante una scritta in colore nero con la dicitura "Non vi sed virtute domatur"; d) la fascia suddetta è disposta in senso orizzontale formante la curva verso il basso rappresentata dinamicamente con svolazzi intermedi e terminali. DCG. del 8 febbraio 1937 Gonfalone: drappo di azzurro… |           |
|                                                 | Cuorgnè D'azzurro, al cuore d'oro, infiammato di rosso. Decreto reale del 20 giugno 1616, confermato con decreto del 14 luglio 1932 Gonfalone: drappo di azzurro… |           |
|                                                 | Druento Gonfalone: drappo di nero… |           |
|                                                 | Exilles Partito di rosso e di verde, al castello d'oro merlato alla guelfa, turrito e finestrato. Gonfalone: drappo partito di rosso e di verde e caricato dello stemma con l'iscrizione centrata in alto: "Comune di Exilles". Stemma attribuito: Partito d'argento e di rosso, al castello merlato alla guelfa, turrito e finestrato, rosso nel campo d'argento e d'argento nel campo rosso. |           |

## F - P
| Stemma                                             | Comune e blasonatura | Gonfalone |
| -------------------------------------------------- | --- | --------- |
|                                                    | Favria Troncato: nel 1° di azzurro, a tre api d'oro, ordinate in fascia; nel 2° di rosso, alla ruota dentata di nove pezzi d'argento, accompagnata da altrettante spighe d'oro, disposte a raggiera, alternate ai denti della ruota. Ornamenti esteriori da Comune. D.P.R. del 31 agosto 1955 Gonfalone: Drappo troncato di rosso e di azzurro, riccamente ornato di ricami d'argento e caricato nello stemma sopradescritto con l'iscrizione centrata in argento: "Comune di Favria". Le parti di metallo ed i cordoni saranno argentati. L'asta verticale sarà ricoperta di velluto dai colori del drappo alternati, con bullette argentate poste a spirale. Nella freccia sarà rappresentato lo stemma del Comune e sul gambo inciso il nome. Cravatta e nastri tricolorati dai colori nazionali frangiati d'argento. |           |
|                                                    | Feletto D'argento, alle cinque lance d'azzurro, con la banderuola dello stesso, posta in banda. Ornamenti esteriori da Comune. |           |
|                                                    | Fenestrelle Campo di cielo, alla torre di due palchi, di argento, murata di nero, merlata alla ghibellina, il palco superiore di cinque, il palco inferiore di dieci, chiusa di nero, finestrata dello stesso nel palco superiore, esso palco cimato dalla bandiera nazionale sventolante a sinistra, astata di nero, la torre unita a due montagne di verde, una e una, uscenti dai fianchi, torre e montagne fondate sulla campagna diminuita, di argento, murata di nero. Sotto lo scudo, su lista bifida e svolazzante di ciclo, il motto, in lettere maiuscole di argento, IN MONTIBUS FORTITUDO. Ornamenti esteriori da Comune. |           |
|                                                    | Fiano D.P.R. n. 2087 del 25 febbraio 1983 Gonfalone: drappo di azzurro… |           |
|                                                    | Fiorano Canavese D'argento, al giglio di giardino, sradicato, di rosso, con quattro fiori sbocciati e tre in boccio, esso giglio accompagnato da quattro spighe di grano, d'oro, due a destra, due a sinistra, piegate a ventaglio, e con gli steli uniti alla base e nodriti nel lembo inferiore dello scudo. Ornamenti esteriori da Comune. D.P.R. del 24 aprile 2000 Gonfalone: Drappo di rosso… |           |
|                                                    | Foglizzo Gonfalone: drappo di azzurro… |           |
|                                                    | Forno Canavese Gonfalone: drappo di rosso… |           |
|                                                    | Frassinetto |           |
|                                                    | Front Inquartato: nel PRIMO d'azzurro, alla torre d'oro di due palchi, merlata alla guelfa e finestrata di due di nero; nel SECONDO d'argento, alla scritta "Castrum Frontis" in lettere di nero, ordinate su due righe; nel TERZO d'argento, alla testa di bue di rosso, rivoltata; nel QUARTO di rosso, alla testa di bue d'argento, rivoltata. Sotto lo scudo, su lista svolazzante di rosso con le estremità bifide, il motto "Humanitas Virtus Fortium". Ornamenti esteriori da comune. Gonfalone: Drappo troncato di azzurro e di bianco… |           |
|                                                    | Frossasco D'oro, al leone rivoltato di nero. Ornamenti esteriori da Comune. Gonfalone: drappo troncato, di giallo e di nero, riccamente ornato di ricami d'argento e caricato dello stemma sopra descritto con la iscrizione centrata in argento: Comune di Frossasco. Le parti di metallo ed i cordoni saranno argentati. L'asta verticale sarà ricoperta di velluto dei colori del drappo, alternati, con bullette argentate poste a spirale. Nella freccia sarà rappresentato lo stemma del Comune e sul gambo inciso il nome. Cravatta e nastri tricolori dai colori nazionali frangiati d'argento. |           |
|                                                    | Garzigliana D.P.R. 4 maggio 1951 Gonfalone: drappo partito di giallo e di azzurro… |           |
|                                                    | Gassino Torinese Gonfalone: drappo partito di bianco e di azzurro… |           |
|                                                    | Germagnano D'argento, al leone al naturale, sostenente con le zampe anteriori una fiamma pure al naturale. Ornamenti esteriori da Comune. D.P.R. del 22 gennaio 1955 Gonfalone: Drappo partito di rosso e di bianco… |           |
|                                                    | Giaglione D'azzurro, ad un gallo d'oro, poggiante su un prato al naturale, accompagnato da un sole d'oro, uscente dal cantone destro, e da due croci d'argento, una al canton sinistro del capo, l'altra al canton destro della punta. |           |
|                                                    | Giaveno D'azzurro, caricato di stella d'oro a sei raggi, contornato dalla scritta "Comunitas Iaveni". Gonfalone: drappo di azzurro… |           |
|                                                    | Givoletto Di azzurro, al castello d'argento, murato di nero, torricellato di un pezzo, merlato alla guelfa, aperto e finestrato del campo, accompagnato sopra da una fascia ondata pure d'argento. Ornamenti esteriori da Comune. D.P.R. del 5 giugno 1954 Gonfalone: drappo partito di bianco e d'azzurro… |           |
|                                                    | Gravere Di azzurro, all'aquila volante d'oro, recante saette pure d'oro, sovrapposta ad un monte d'argento. Gonfalone: drappo troncato di giallo e di azzurro… |           |
|                                                    | Groscavallo Gonfalone: drappo di azzurro… |           |
|                                                    | Grosso |           |
|                                                    | Grugliasco Di rosso, alla gru d'argento sostenuta da un monte di verde, tenente nella zampa destra la vigilanza d'argento. Ornamenti esteriori da Comune con la corona cimata da altra gru dal volo spiegato. |           |
|                                                    | Ingria Campo di cielo, al ponte di un solo arco, d'oro, murato di nero, uscente dai fianchi, fondato in punta, racchiudente la massa d'acqua di azzurro, fondata in punta, con due pesci d'argento posti in fascia, esso ponte sostenente a destra il paiolo di rame al naturale, e accompagnato in capo dall'aquila di nero, allumata e linguata di rosso. Ornamenti esteriori da Comune. Gonfalone: drappo troncato di azzurro e di bianco D.P.R. 25 febbraio 2008 |           |
|                                                    | Inverso Pinasca D'azzurro, alla fascia accompagnata sopra da tre stelle (6) ordinate in fascia e sotto da un monte all'italiana uscente dalla punta, il tutto d'argento. Ornamenti esteriori da Comune. D.P.R. 5 dicembre 1955 |           |
|                                                    | Isolabella Inquartato: nel primo, di rosso, alle tre spighe di grano, impugnate, d'oro, legate di azzurro, vestito d'oro; nel secondo, trinciato di azzurro e di rosso; nel terzo, di rosso, alle tre conchiglie d'oro, poste una, due; nel quarto, di azzurro, al bue d'oro, fermo sulla campagna di verde. Ornamenti esteriori da Comune. D.P.R. 13 giugno 1989 Gonfalone: Drappo partito di azzurro e di rosso… |           |
|                                                    | Issiglio Troncato: il PRIMO, di rosso, al ramo di castagno posto in fascia, di verde, fogliato di otto dello stesso, munito di tre ricci aperti, d'oro, ogni riccio fruttato di tre dello stesso; il SECONDO, di azzurro, alle tre trote bene ordinate, d'argento, Ornamenti esteriori da Comune. D.P.R. del 2 dicembre 2010 Gonfalone: drappo di bianco, riccamente ornato di ricami d'argento e caricato dallo stemma sopra descritto con la iscrizione centrata in argento, recante la denominazione del Comune, Le parti di metallo e i cordoni saranno argentati. L'asta verticale sarà ricoperta di velluto bianco, con bullette argentate poste a spirale. Nella freccia sarà rappresentato lo stemma del Comune e sul gambo inciso il suo nome. Cravatta con nastri tricolorati dai colori nazionali frangiati d'argento. |           |
|                                                    | Ivrea D'argento, caricato da una croce di rosso maggiorata e timbrato da una corona di marchese. DCG del 9 agosto 1936 |           |
|                                                    | La Cassa D.P.R. 20 luglio 1961 |           |
|                                                    | La Loggia D'argento, al filetto d'azzurro in fascia, accompagnato in capo dal gallo ardito di nero, bargigliato e crestato di rosso, movente dal filetto, e in punta dai tre pali d'azzurro; alla bordura composta di argento e di nero di ventotto pezzi. Ornamenti esteriori da Comune. Gonfalone: Drappo d'azzurro riccamente ornato di ricami d'argento e caricato dello stemma comunale con la iscrizione centrata in argento: Comune di La Loggia. Le parti di metallo ed i cordoni saranno argentati. L'asta verticale sarà ricoperta di velluto azzurro con bullette argentate poste a spirale. Nella freccia sarà rappresentato lo stemma del Comune e sul gambo inciso il nome. Cravatta con nastri tricolorati dai colori nazionali frangiati d'argento. D.P.R. in data 27 settembre 1985 |           |
|                                                    | Lanzo Torinese Di rosso, alla croce d'argento, accostata lateralmente da due frecce dello stesso con le punte rivolte in alto. D.P.C.M. del 4 febbraio 1961 Gonfalone: Drappo partito di bianco e di rosso, riccamente ornato di ricami d'argento e caricato dello stemma comunale con l'iscrizione centrata in argento: COMUNE (attualmente CITTÀ, n.d.a.) DI LANZO TORINESE. Le parti in metallo ed i cordoni saranno argentati. D.P.R. del 16 marzo 1961 |           |
|                                                    | Lauriano Troncato semipartito: nel 1°, di rosso, al serto di alloro di verde; nel 2°, bandato di rosso e di azzurro, le bande alternate e bordate da 5 filetti di argento; nel 3°, di verde, al capitello ionico, di argento. Ornamenti esteriori da Comune. D.P.R. del 3 marzo 1998 Gonfalone: drappo rettangolare partito di bianco e azzurro ornato di ricami d'argento con al centro stemma comunale, con l'iscrizione in argento "Comune di Lauriano". |           |
|                                                    | Leini Inquartato d'oro e di azzurro, alla croce trifogliata d'argento sul tutto, accantonata da dodici anelli dell'uno nell'altro, posti in quattro gruppi e intrecciati in pergola. Sotto lo scudo, su lista bifida e svolazzante di oro, il motto, in lettere maiuscole di nero, IN OMNIBUS UNIO. Ornamenti esteriori da Comune. D.P.R. dell'11 dicembre 1997, trascritto nel Registro Araldico dello Stato il 21 gennaio 1998 Gonfalone: Drappo di bianco bordato di azzurro… |           |
|                                                    | Lemie Troncato: il PRIMO, di azzurro, all'aquila d'oro, con il volo abbassato, allumata e linguata di rosso, sostenuta dalla linea di partizione; il SECONDO, scaccato di azzurro e d'oro, di ventiquattro pezzi e di quattro tiri. Ornamenti esteriori da Comune. D.P.R. del 12 settembre 2005 |           |
|                                                    | Lessolo D'azzurro, al tralcio di vite, al naturale, posto in banda, con il grappolo d'uva, d'oro, munito in capo di due pampini, di verde, uno a destra, l'altro a sinistra; il tutto accompagnato in punta da due spighe di grano, decussate, d'oro. Ornamenti esteriori da Comune. D.P.R. del 28 marzo 2007 Gonfalone: drappo di giallo con la bordatura di verde… |           |
|                                                    | Levone Inquartato: al 1º ed al 4º fasciato d'oro e di rosso (Valperga di Rivara); al 2º d'argento al capo di rosso (Monferrato); al 3º di rosso alla croce bianca (Savoia); sopra al tutto d'azzurro al leone d'oro tenente un'anfora, anch'essa d'oro, da cui scendono tre rivoli di acqua d'argento. Gonfalone: drappo quadrangolare di colore azzurro, ornato di ricami d'oro. |           |
|                                                    | Locana Gonfalone: drappo di rosso… |           |
|                                                    | Lombardore |           |
|                                                    | Lombriasco Gonfalone: drappo di bianco… |           |
|                                                    | Loranzè |           |
|                                                    | Lugnacco (dal 2019 fa parte del comune di Val di Chy) Partito: nel PRIMO, di azzurro, alle due montagne, fondate in punta, uscenti dal lembo e dalla linea di partizione, di verde, la montagna a sinistra parzialmente celata da quella posta a destra, esse montagne sormontate dal grappolo d'uva, di porpora, unito al tralcio al naturale, in fascia, pampinoso di due, di verde, uno e uno; nel SECONDO, di rosso, al leone d'oro, allumato di rosso. Ornamenti esteriori da Comune. Gonfalone: drappo partito di rosso e di azzurro… D.P.R. del 22 marzo 2010 |           |
|                                                    | Luserna San Giovanni In campo azzurro una lucerna d'oro, accesa di rosso, accompagnata in capo da sette stelle male rdinate d'oro, avvolta da rami di quercia e alloro, con sottostante scritta in latino: "Lux in tenebris lucet" e sormontata da una corona turrita dorata con l'interno rosso. |           |
|                                                    | Lusernetta |           |
|                                                    | Lusigliè Inquartato: nel primo e nel quarto d'argento; nel secondo e nel terzo di rosso con in cuore su tutto una losanga del primo. |           |
|                                                    | Macello |           |
|                                                    | Maglione Gonfalone: drappo di giallo… |           |
|                                                    | Mappano Interzato in sbarra: il primo ed il terzo d'azzurro; il secondo d'argento, al campanile della chiesa parrocchiale di Nostra Signora del sacro Cuore di Gesù, attraversato in punta da un covone di spighe di grano, posto in banda, legato di rosso, sostenente rastrello e forcone, posti a sbarra, sinistrato da un mastello con asse da lavandai, il tutto al naturale. Ornamenti esteriori da Comune. Testo iscritto nel libro araldico degli Enti territoriali e giuridici dell'Archivio Centrale dello Stato e registrato presso i competenti Uffici del Segretariato Generale della Presidenza del Consiglio dei Ministri. |           |
|                                                    | Marentino D'argento, al castello di azzurro, merlato alla guelfa, formato dalle due torri merlate di tre, riunite dalla cortina di muro, merlata di sei, la torre di destra cimata dall'aquila nascente, col volo abbassato, di nero, la torre di sinistra cimata dal leone nascente, di rosso, la cortina sormontata da tre stelle di cinque raggi, male ordinate, di azzurro, esso castello sostenuto da tre monti di verde, fondati in punta, il monte posto a sinistra coi declivi intieramente visibili, il monte centrale e il monte posto a destra con i declivi di sinistra parzialmente celati. |           |
|                                                    | Massello |           |
|                                                    | Mathi |           |
|                                                    | Mattie Troncato d'azzurro e di verde, sulla troncatura una fascia merlata d'oro, sormontata da una corona all'antica dello stesso. Ornamenti esteriori di Comune. Gonfalone: drappo partito di giallo e di azzurro… |           |
|                                                    | Mazzè R.D. del 1º marzo 1935 Gonfalone: drappo di azzurro… |           |
|                                                    | Meana di Susa D'azzurro bordato d'oro; al capo un busto di leone d'oro; il campo inferiore fasciato di rosso di cinque pezzi, il secondo caricato di tre gigli d'oro in fascia. Il tutto su una targa d'oro caricata al capo di un sole d'oro in campo blu, e in punta di un'aquila di blu. |           |
|                                                    | Mercenasco D'azzurro, alla fenice con il volo abbassato, d'oro, allumata di rosso, posta sulla sua immortalità di rosso al naturale, essa fenice fissante l'ombra di sole d'oro, posta nel cantone destro del capo. Ornamenti esteriori da Comune. Gonfalone: drappo di giallo con la bordatura di rosso… D.P.R. del 30 ottobre 2008 |           |
|                                                    | Meugliano (dal 2019 fa parte del comune di Valchiusa.) |           |
|                                                    | Mezzenile Gonfalone: drappo trinciato di rosso e di azzurro… |           |
|                                                    | Mombello di Torino Inquartato: nel PRIMO, di azzurro, alla lettera maiuscola M, d'oro; nel SECONDO, d'oro, alla banda di nero, accompagnata in capo dalla rosa di rosso; nel TERZO, d'oro, al decusse ancorato, di azzurro; nel QUARTO, di azzurro, alle sette spighe di grano d'oro, impugnate, legate di rosso. Ornamenti esteriori da Comune. Gonfalone: drappo di rosso riccamente ornato di ricami d'argento e caricato dallo stemma sopradescritto con la iscrizione centrata in argento, recante la denominazione del Comune. Le parti di metallo ed i cordoni argentati. Asta verticale ricoperta di velluto rosso con bullette argentate poste a spirale. Nella freccia è rappresentato lo stemma del Comune e sul gambo incluso il nome. Cravatta con nastri ricolorati dai colori nazionali frangiati d'argento. |           |
|                                                    | Mompantero Di azzurro, al massiccio montuoso del Rocciamelone d'argento, uscente dai fianchi, fondato sulla pianura di verde, caricato dal castello di rosso, mattonato di nero, munito di tre torri, la torre centrale più alta e più larga, merlato alla guelfa, il fastigio di quattordici, la torre centrale di cinque, le torri laterali ognuna di tre, chiuso di nero, finestrato dello stesso, due ordinate in fascia nella torre centrale, una in ogni torre laterale, fondato sulla pianura. Ornamenti esteriori da Comune. D.P.R. del 23 febbraio 2016 Gonfalone: Drappo di rosso, riccamente ornato di ricami d’argento e caricato dello stemma sopra descritto con l’iscrizione centrata in argento, recante la denominazione del Comune. Le parti di metallo ed i cordoni saranno argentati. L’asta verticale sarà ricoperta di velluto azzurro, con bullette argentate poste a spirale. Nella freccia sarà rappresentato lo stemma del Comune e sul gambo inciso il nome. Cravatta con nastri tricolorati dai colori nazionali frangiati d’argento. D.P.R. del 23 febbraio 2016 Blasonatura dello stemma precedentemente in uso: D'oro, al castello al naturale, merlato alla guelfa, con torricelle laterali ed un torrione centrale, il tutto finestrato. |           |
|                                                    | Monastero di Lanzo Inquartato: il primo d'azzurro, al campanile romanico di pietra al naturale; il secondo di rosso, all'abete al naturale, nodrito su di un monte all'italiana di sei cime d'oro; il terzo d'argento, ad un castagno al naturale, nodrito su di un monte all'italiana di sei cime di verde; il quarto d'oro, ad una mucca al naturale, pascente su campagna erbosa. Ornamenti esterni da Comune. Gonfalone: drappo partito di rosso e d'azzurro riccamente ornato di ricami d'argento e caricato dello stemma sopra descritto con l'iscrizione centrata in argento: Comune di Monastero di Lanzo. Le parti di metallo ed i cordoni sono argentati. L'asta verticale è ricoperta di velluto dei colori del drappo, alternati, con bullette argentate poste a spirale. Nella freccia è rappresentato lo stemma del Comune e sul gambo inciso il nome. Cravatta e nastro tricolorati dai colori nazionali frangiati d'argento. |           |
|                                                    | Moncalieri Scudo di rosso, alla croce d'argento, con bordura oro e azzurro, sormontato dal monogramma “M” in rosso - alla base due fronde simmetriche (quercia - alloro) annodate con nastro rosso. Lo scudo è inoltre sormontato da una corona marchionale, sostenuta da due leoni nascenti in nero linguati in rosso. Gonfalone: Drappo di bianco riccamente ornato di ricami d'oro e caricato dello stemma comunale con l'iscrizione centrata in oro: Città di Moncalieri. Le parti di metallo ed i cordoni saranno dorati. L'asta verticale sarà ricoperta di velluto del colore del drappo con bullette dorate poste a spirale. Nella freccia sarà rappresentato lo stemma del Comune e sul gambo inciso il nome. Cravatta e nastri tricolori dai colori nazionali frangiati d'oro. D.P.R. del 18 marzo 1971 |           |
|                                                    | Moncenisio |           |
|                                                    | Montaldo Torinese Gonfalone: drappo partito di azzurro e di rosso… |           |
|                                                    | Montalenghe Partito: nel primo, di cielo, alla montagna di tre cime d'argento, sovrapposte; nel secondo, d'argento, all'albero di cedro al naturale, nodrito nella pianura di verde. Sotto lo scudo, su lista bifida svolazzante di azzurro, il motto, a lettere di nero, AD MONTES LENTE SED SECURIUS. Ornamenti esteriori da Comune. Gonfalone: drappo partito di bianco e di azzurro, riccamente ornato di ricami d'argento e caricato dallo stemma sopra descritto con l'iscrizione centrata in argento, recante la denominazione del Comune. Le parti di metallo ed i cordoni saranno argentati. L'asta verticale sarà ricoperta di velluto dei colori del drappo, alternati, con bullette argentate poste a spirale. Nella freccia sarà rappresentato lo stemma del Comune e sul gambo inciso il nome. Cravatta con nastri tricolorati dai colori nazionali frangiati d'argento. D.P.R. 25 novembre 2019 |           |
|                                                    | Montalto Dora Gonfalone: drappo partito di bianco e di rosso… |           |
|                                                    | Montanaro Di rosso, caricato nel cuore di un mondo azzurro, cerchiato e crociato d'oro. Ornamenti esteriori da Comune. Gonfalone: Drappo di colore azzurro, riccamente ornato di ricami d'argento e caricato dello stemma comunale con l'iscrizione centrata in argento: "Comune di Montanaro". Le parti in metallo ed i nastri saranno argentati. L'asta verticale sarà ricoperta di velluto azzurro con bullette argentate poste a spirale. Nella freccia sarà rappresentato lo stemma del Comune e sul gambo inciso il nome. Cravatta e nastri tricolorati dai colori nazionali frangiati d'argento. |           |
|                                                    | Monteu da Po |           |
|                                                    | Moriondo Torinese Gonfalone: partito di nero e d'azzurro merlato alla guelfa in fascia di rosso. |           |
|                                                    | Nichelino D'oro, alle tre rondini, di nero, imbeccate, allumate, membrate del campo, bene ordinate; alla bordura di azzurro. Ornamenti esteriori da Città. Gonfalone: drappo di giallo bordato di azzurro… D.P.R.dell'11 settembre 2001 |           |
|                                                    | Noasca Semitroncato partito: nel PRIMO, di rosso, alla lettera maiuscola N, d'oro; nel SECONDO, d'oro, alle due stelle di otto raggi, ordinate in banda, di azzurro; nel TERZO, di argento, alla cascata d'acqua, di azzurro, sgorgante dalla rupe di nero e scorrente sino in punta, essa rupe uscente dalla linea di partizione e fondata in punta, declive in banda dal canton destro del capo al canton sinistro della punta. Ornamenti esteriori da Comune. D.P.R. del 5 aprile 1995 Gonfalone: drappo partito di azzurro e di giallo… |           |
|                                                    | Nole Gonfalone: drappo di azzurro… |           |
|                                                    | Nomaglio Troncato: nel primo, di rosso, all'antico maglio da ferriera, di oro; nel secondo, interzato in palo, di rosso, di azzurro, di rosso, alla bordatura d'oro. Ornamenti esteriori da Comune. D.P.R. del 15 settembre 1988 |           |
|                                                    | None Gonfalone: Drappo troncato di rosso e di bianco… |           |
|                                                    | Novalesa D'azzurro, al libro d'argento, recante in oro il motto "Nova Lex - Nova lux", poggiante su una spada e un pastorale posti in croce di S. Andrea, pure d'argento, e su un cartiglio d'argento recante alla punta un nodo di Savoia d'oro. |           |
| Stemma in uso sul gonfalone Stemma come da Statuto | Oglianico Composto da scudo, sormontato da elmo adorno con pennacchio al vento, fra due rami incrociati, all'incrocio degli stessi un festone con la scritta "Virtute et fortuna". Lo scudo suddiviso in quattro settori di cui il primo in alto a sinistra e il quarto in basso a destra barrati da due strisce nere oblique dall'alto verso il basso e da sinistra a destra su fondo giallo oro, nei restanti settori è rappresentato un albero ad ampie fronde, su fondo écru, all'incrocio dei settori è rappresentata un'anfora. Inquartato: nel primo e nel quarto, d'oro, alla gemella d'azzurro; nel secondo e nel terzo, d'argento, all'albero sradicato, al naturale. Sul tutto, un'anfora, pure al naturale. Lo scudo è timbrato da un elmo, al naturale, in maestà, cercine sbarrata di rosso e d'oro, con svolazzi dello stesso, cimiero, tre piume di struzzo d'oro, poste a ventaglio, uscenti. Motto: VIRTUTE ET FORTUNA. Gonfalone: drappo di rosso… |           |
|                                                    | Orbassano Di rosso, al mondo di azzurro, cerchiato d'oro, cimato dalla crocetta latina, dello stesso. Ornamenti esteriori da Città. D.P.R. del 13 febbraio 2006 Gonfalone: drappo di azzurro… |           |
|                                                    | Orio Canavese |           |
|                                                    | Osasco Cotissato di rosso e di argento, di nove pezzi e caricato di un leone rampante di oro, armato di nero. Segni esterni di Comune. Gonfalone: Drappo partito di giallo e di rosso. |           |
|                                                    | Osasio Gonfalone: drappo di azzurro… |           |
|                                                    | Oulx Partito di bianco e di rosso, alla croce trifogliata dell'uno nell'altro. Gonfalone: drappo partito di bianco e di rosso… |           |
|                                                    | Ozegna Gonfalone: drappo di azzurro… |           |
|                                                    | Palazzo Canavese |           |
|                                                    | Pancalieri Di rosso, alla croce d'argento, alla banda ristretta d'azzurro attraversante. Gonfalone: drappo di azzurro… |           |
|                                                    | Parella |           |
|                                                    | Pavarolo D'argento, bordato di rosso, tagliato da una sbarra divisa pure di rosso, caricata da sette stelle di cinque raggi (6 d'argento e la settima d'oro). Il primo ad una torre campanaria con orologio al naturale, finestrata di nero e aperta del campo. Il secondo ad un leone di oro rampante e tenente con le branche anteriori una spiga. Sotto lo scudo su un cartiglio rosso la legenda "Amicitia et concordia sempiterne regnant". Ornamenti esteriori da Comune. D.P.R. del 4 maggio 1983 Gonfalone: drappo bianco riccamente ornato di ricami d'argento e caricato dello stemma sopra descritto con la iscrizione centrata in argento: Comune di Pavarolo. Le parti di metallo ed i cordone saranno argentati. L'asta verticale sarà ricoperto di velluto bianco con bullette argentate poste a spirale. Nella freccia sarà rappresentato lo stemma del Comune e sul gambo inciso il nome. Cravatta e nastri colorati dai colori nazionali frangiati d'argento. |           |
|                                                    | Pavone Canavese D.P.R. del 15 luglio 1982 Gonfalone: drappo partito di bianco e di azzurro… |           |
|                                                    | Pecco (dal 2019 fa parte comune di Val di Chy) Gonfalone: drappo partito di verde e di bianco… DPR del 16 febbraio 1955 |           |
|                                                    | Pecetto Torinese Arbora di Pino verde in campo d'argento, con il motto "in sicco virens germinat". Descritto e riconosciuto dal duca Carlo Emanuele I di Savoia con Decreto del 13 marzo 1614 Gonfalone: Drappo partito di bianco e di verde… |           |
|                                                    | Perosa Argentina Di nero, alle tre pietre d'argento, poste due, una. Sotto lo scudo, su lista bifida e svolazzante d'argento, il motto, in lettere maiuscole di nero, DANT FRUCTUS LAPIDES. Ornamenti esteriori da Comune. D.P.R. in data 17 maggio 1986 Gonfalone: drappo di bianco… |           |
|                                                    | Perosa Canavese Partito: il PRIMO di azzurro, ai nove rombi (3,3,3) accollati, appuntati, d'oro; nel SECONDO, d'oro, alla torre di rosso, mattonata e chiusa di nero, merlata alla ghibellina di tre, fondata sulla pianura di verde. Ornamenti esteriori da Comune. D.P.R. del 2 dicembre 2010 Gonfalone: drappo partito di giallo e di azzurro… |           |
|                                                    | Perrero Troncato: il PRIMO, di porpora, incappato di azzurro, con il riccio di castagno d'oro sul porpora; il SECONDO, di azzurro, al castello di argento, murato di nero, merlato alla ghibellina, il fastigio di sette, le due torri ognuna di tre, finestrato nelle torri con due finestrelle tonde, una e una, di nero, chiuso dello stesso, fondato sulla pianura di verde. Sotto lo scudo su lista bifida e svolazzante di azzurro, il motto, in lettere maiuscole di nero, E PLURIBUS UNUM. Ornamenti esteriori da Comune. Gonfalone: drappo di giallo D.P.R. del 2 febbraio 2007 |           |
|                                                    | Pertusio Gonfalone: drappo di azzurro… |           |
|                                                    | Pessinetto Di rosso, a due pesci d'argento, uno su l'altro, l'inferiore rivolto, legati per la bocca da un cordone di nero. Ornamenti esteriori da Comune. Gonfalone: drappo troncato, di bianco e di rosso, riccamente ornato di ricami d'argento e caricato dello stemma sopra descritto con la iscrizione centrata in argento Comune di Pessinetto. Le parti di metallo ed i cordoni sono argentati. L'asta verticale è ricoperta di velluto dei colori del drappo alternati, con bullette argentate poste a spirale. Nella freccia è rappresentato lo stemma del Comune e sul gambo inciso il nome. Cravatta e nastri tricolori dai colori nazionali frangiati d'argento. |           |
|                                                    | Pianezza D.P.C.M. dell'8 novembre 1949 Gonfalone: drappo partito di giallo e di rosso… D.P.R. del 22 dicembre 1949 |           |
|                                                    | Pinasca Di azzurro, al pino silvestre d'argento, nodrito in punta. Gonfalone: Drappo partito di bianco e di azzurro… |           |
|                                                    | Pinerolo D'argento, a tre fasce di nero, col pino silvestre, al naturale, attraversante. Motto: «Dulcis domino durissimus hosti». Ornamenti esteriori da città. D.P.R. del 29 luglio 1955 |           |
|                                                    | Pino Torinese D'argento, al pino al naturale uscente dalla punta; al capo d'azzurro, carico di tre stelle d'oro, ordinate in fascia. Gonfalone: drappo di verde… |           |
| Stemma in forma sannitica                          | Piobesi Torinese Gonfalone: drappo di rosso… |           |
|                                                    | Piossasco Interzato in fascia d'azzurro, d'argento e di verde, caricato di tre merli al naturale l'azzurro, di due l'argento e di uno il verde. Ornamenti esteriori da Comune. Gonfalone: drappo di colore azzurro riccamente ornato di ricami d'argento e caricato dello stemma con l'iscrizione centrata in argento: "Comune di Piossasco". Le parti di metallo e i cordami saranno argentati. L'asta verticale sarà ricoperta di velluto azzurro con bullette argentate poste a spirale. Nella freccia sarà rappresentato lo stemma del Comune e sul gambo inciso il nome. Cravatta e nastri, tricolorati dai colori nazionali, frangiati d'argento. |           |
|                                                    | Piscina DPR 25 febbraio 1974 Gonfalone: Drappo di bianco… |           |
|                                                    | Piverone Partito: nel primo d'argento, alla croce di rosso; nel secondo di rosso, alla croce d'argento, accantonata da quattro corone baronali d'oro, formate da un cerchio accollato da un filo di perle con sei giri di cui tre visibili. R.D. del 15 dicembre 1927 Gonfalone: drappo partito di rosso e di bianco… |           |
|                                                    | Poirino Gonfalone: Drappo di azzurro… |           |
|                                                    | Pomaretto D'azzurro, all'albero al naturale, radicato su campagna di verde, caricato da sette pomi d'oro ed accostato nel canton sinistro del capo da una mitria d'argento. Ornamenti esteriori da Comune. Gonfalone: drappo partito, di giallo e di azzurro, riccamente ornato di ricami d'argento. Le parti di metallo ed i cordoni saranno argentati. L'asta verticale sarà ricoperta di velluto dei colori del drappo, alternati, con bullette argentate poste a spirale. Nella freccia sarà rappresentato lo stemma del Comune e sul gambo inciso il nome. Cravatta e nastri tricolorati dai colori nazionali frangiati d'argento. |           |
|                                                    | Pont-Canavese D'azzurro, al ponte di due arcate d'argento, fondato su due rocce di verde moventi dai lati. D.C.G. 16 dicembre 1935 Gonfalone: |           |
|                                                    | Porte D'azzurro, al leone rampante posto su una sella montuosa, il tutto al naturale ed accompagnato in capo dall'epigrafe "PORTAE" in lettere lapidarie d'oro. Ornamenti esteriori da Comune. D.P.R. del 19 gennaio 1959 Gonfalone: drappo partito di giallo e di azzurro… |           |
| Stemma in uso precedentemente                      | Pragelato Inquartato: nel PRIMO d'oro, al delfino di azzurro, crestato e codato di rosso; nel SECONDO, di azzurro, al giglio d'oro; nel TERZO, di verde, alle tre api d'oro, male ordinate; nel QUARTO, d'oro, al cuore di rosso, caricato dalla croce d'argento. Ornamenti esteriori da Comune. Gonfalone: Drappo di bianco riccamente ornato di ricami d'argento e caricato dallo stemma comunale con la iscrizione centrata in argento, recante la denominazione del Comune. Le parti di metallo ed i cordoni saranno argentati. L'asta verticale sarà ricoperta di velluto bianco, con bullette argentate poste a spirale. Nella freccia sarà rappresentato lo stemma del Comune e sul gambo inciso il nome. Cravatta con nastri tricolorati dai colori nazionali frangiati d'argento. |           |
|                                                    | Prali D.P.R. 29 novembre 1971 |           |
|                                                    | Pralormo D.P.R. del 21 marzo 1997 Gonfalone: drappo partito di bianco e di azzurro… |           |
|                                                    | Pramollo Gonfalone: drappo partito di giallo e di azzurro… |           |
|                                                    | Prarostino |           |
|                                                    | Prascorsano Partito: il PRIMO, di azzurro, al campanile coperto, di argento, murato di nero, finestrato di cinque, due, due, una, dello stesso, fondato sulla pianura, di verde; il SECONDO, d'oro, alle tre fasce di rosso, con la pianticella di canapa sradicata e attraversante, d'argento. Ornamenti esteriori da Comune. Gonfalone: drappo di rosso D.P.R. del 30 marzo 2004 |           |
|                                                    | Pratiglione D'azzurro al leone d'oro, lampassato di rosso e con la zampa posteriore sinistra poggiata su una campagna al naturale. Ornamenti esteriori di Comune. D.C.C. n. 110 del 28 febbraio 1969 Gonfalone: drappo di azzurro… |           |

## Q - Z
| Stemma                        | Comune e blasonatura | Gonfalone                        |
| ----------------------------- | --- | -------------------------------- |
|                               | Quagliuzzo Troncato di verde e di azzurro, alla conchiglia d'oro, attraversante; al capo di rosso, caricato dalla croce di argento. Ornamenti esteriori da Comune. D.P.R. 26 giugno 2006 Gonfalone: Drappo di giallo con la bordatura di verde… D.P.R. 26 giugno 2006 |                                  |
|                               | Quassolo |                                  |
|                               | Quincinetto D'oro, ad un fiume d'azzurro ondato d'argento, posto in sbarra e accostato da un castello di rosso, chiuso e murato di nero, torricellato di uno, merlato alla guelfa, e da un bue di nero fermo sulla campagna verde, sormontato da un mazzo di cipolline al naturale legate di nero. Ornamenti esteriori da Comune. D.P.R. n. 2257 del 29 maggio 1981 Gonfalone: Drappo di rosso riccamente ornato di ricami d'argento e caricato dello stemma sopra descritto con la iscrizione centrata in argento: Comune di Quincinetto. Le parti di metallo ed i cordoni saranno argentati. L'asta verticale sarà ricoperta di velluto rosso con bullette argentate poste a spirale. Nella freccia sarà rappresentato lo stemma del Comune e sul gambo inciso il nome. Cravatta e nastri tricolorati dai colori nazionali frangiati d'argento. |                                  |
|                               | Reano Raffigurazione del Castello e della Chiesa su sfondo bicolore blu/rosso e sormontato da corona - ornamenti esteriori da Comune Gonfalone: drappo partito di rosso e di azzurro… |                                  |
|                               | Ribordone |                                  |
|                               | Riva presso Chieri Di rosso, alla croce di argento, accantonata nel primo dall'agnello pasquale dello stesso, tenente con l'arto anteriore destro l'asta, posta in sbarra, di argento, cimata dalla crocetta dello stesso, munita del vessillo di argento, crociato di rosso. Sotto lo scudo, su lista bifida e svolazzante di rosso, il motto, in lettere maiuscole di nero, FELIX RIPAE OPPIDUM. Ornamenti esteriori da Comune. D.P.R. del 3 marzo 2005 Gonfalone: Drappo di bianco con la bordatura di rosso… D.P.R. del 3 marzo 2005 |                                  |
|                               | Rivalba Di azzurro, al castello di rosso, mattonato di nero, torricellato di uno, merlato alla guelfa, il fastigio di nove, la torre di quattro, finestrato di tre, di nero, due in fascia nel corpo del castello, una nella torre, chiuso dello stesso; al capo d'oro, caricato dall'aquila di nero, allumata e linguata di rosso, coronata all'antica di nero. Ornamenti esteriori da Comune. DPR del 5 aprile 2006 |                                  |
|                               | Rivalta di Torino D'azzurro a tre montagne d'oro. Ornamenti esteriori da Comune. D.P.R. del 6 febbraio 1979 |                                  |
|                               | Rivara |                                  |
|                               | Rivarolo Canavese D'argento, a tre bande di nero. Sul cimiero un gallo e sotto lo scudo il motto: Vigilantia. Decreto reale del 26 maggio 1937 Gonfalone: Drappo di colore azzurro, ornato di ricami d'oro e caricato al centro dello stemma comunale; intorno allo stemma rami d'alloro, sopra l'iscrizione Città di Rivarolo Canavese; le frange e i cordoni sono dorati. L'asta verticale è in metallo; nella freccia è rappresentato lo stemma del Comune in metallo dorato. La cravatta, i nastri, frangiati in oro, e il retro sono nei colori nazionali. |                                  |
|                               | Rivarossa D'azzurro, alla torre di due palchi, merlata alla guelfa, fondata su un monte di verde, alla spiga di grano d'oro posta nel canton destro del capo. Ornamenti esteriori da Comune. Gonfalone: drappo di azzurro… |                                  |
|                               | Rivoli Rivoli comunità porta la croce di Savoja d'argento in campo rosso con la lettera R di azzurro sopra il tutto Dall'Archivio di Stato di Torino, consegna di armi gentilizie 1687-1688 (lo stemma attuale è: troncato, al 1º di rosso alla croce d'argento, al 2º d'azzurro alla lettera R maiuscola d'oro. Motto: RIPVLÆ) Gonfalone: drappo di azzurro… |                                  |
|                               | Robassomero Gonfalone: drappo di rosso… |                                  |
|                               | Rocca Canavese Gonfalone: drappo troncato di azzurro e di rosso… |                                  |
|                               | Roletto |                                  |
|                               | Romano Canavese |                                  |
|                               | Ronco Canavese Gonfalone: drappo di azzurro… |                                  |
|                               | Rondissone La metà inferiore campo rosso, riga orizzontale bianca, la metà superiore campo azzurro con tre rondini: 2 nere sul lato sinistro, quella in alto recante ramo d'ulivo nel becco, una bianca in basso a destra, rivolta verso l'alto. Gonfalone: drappo partito di bianco e di rosso… |                                  |
|                               | Rorà |                                  |
|                               | Rosta D'argento, al monte di due vette intersecato nel mezzo da una strada carrozzabile, al naturale, e sormontato dalla lettera maiuscola romana R di rosso. Ornamenti esteriori da Comune. Gonfalone: drappo partito di bianco e di rosso ornato da ricami d'argento e caricato dello stemma comunale con l'iscrizione centrata in argento. |                                  |
|                               | Roure Tagliato di giallo e di rosso, alla quercia al naturale. Ornamenti esteriori da Comune. |                                  |
|                               | Rubiana D'azzurro, troncato da un filetto d'argento; al capo un leone d'oro rampante, coronato; alla punta tre monti al naturale. Gonfalone: drappo di azzurro… |                                  |
|                               | Rueglio |                                  |
|                               | Salassa Gonfalone: drappo partito di bianco e di verde… |                                  |
|                               | Salbertrand Di blu, al torrione azzurro, merlato alla guelfa e finestrato; al capo le lettere "CS" d'oro. Scudo timbrato della corona ducale d'oro e di rosso. Gonfalone descritto dallo Statuto Comunale ma non rispondente a quello in uso: Drappo troncato di azzurro e di bianco e caricato dello stemma con l'iscrizione centrata in alto: Comune di Salbertrand. |                                  |
|                               | Salerano Canavese Troncato: il PRIMO, di rosso, alla lettera maiuscola S, d'oro, accompagnata da due cornucopie d'oro, una e una, con fiori, frutti, foglie al naturale; il SECONDO, di azzurro, ai due schioppi all'antica, d'oro, decussati, attraversati dalla fascia di argento, doppiomerlata di tre pezzi. Ornamenti esteriori da Comune. D.P.R. del 29 gennaio 2003 Gonfalone: drappo troncato di azzurro e di rosso… |                                  |
|                               | Salza di Pinerolo troncato: il PRIMO, di verde, ai due picconi, con i ferri al naturale e i manici di rosso, decussati in basso; il SECONDO, di azzurro, alla montagna di verde, innevata di argento alla sommità, fondata in punta, con sei abeti di verde, nodriti sui declivi, tre a destra, tre a sinistra. Ornamenti esteriori da Comune. Gonfalone: drappo di rosso… D.P.R. del 2 marzo 2007 |                                  |
|                               | Samone D'argento, al castello di rosso, torricellato di due pezzi laterali, chiuso e murato di nero, fondato su campagna di verde e sormontato da un cespo di radicchio al naturale. Ornamenti esteriori da Comune. D.P.R. 22 settembre 1976 Gonfalone: drappo partito di rosso e di bianco… |                                  |
|                               | San Benigno Canavese D.P.R. 15 febbraio 1952 Gonfalone: drappo partito di rosso e di verde… |                                  |
|                               | San Carlo Canavese Gonfalone: drappo partito di bianco e di azzurro… |                                  |
|                               | San Colombano Belmonte |                                  |
|                               | San Didero |                                  |
|                               | San Francesco al Campo D.P.R. dell'8 febbraio 1958 registrato alla Corte dei Conti a registro nº 4 Presidenza fog. n. 358 il maggio 1958 Gonfalone: drappo partito di verde e di azzurro, riccamente ornato di ricami d'argento e caricato dello stemma comunale con la iscrizione centrata in argento : COMUNE DI SAN FRANCESCO AL CAMPO. Le parti di metallo ed i cordoni saranno argentati. L'asta verticale sarà ricoperta di velluto dei colori del drappo, alternati, con bullette argentate poste a spirale. Nella freccia sarà rappresentato lo stemma del Comune e sul gambo inciso il nome. Cravatta e nastri tricolorati dai colori nazionali frangiati d'argento. D.P.R. dell'8 febbraio 1958, registrato alla Corte dei Conti a registro nº 4 Presidenza fog. 8470; maggio 1958 |                                  |
|                               | San Germano Chisone Inquartato: nel primo e nel quarto, di rosso, al rospo di verde, allumato di rosso, visto dorsalmente e in banda; nel secondo e nel terzo, d'oro, alle due fasce ondate, di azzurro. Gonfalone: Drappo di giallo… |                                  |
|                               | San Gillio Gonfalone: drappo di bianco… |                                  |
|                               | San Giorgio Canavese Gonfalone: drappo di bianco… |                                  |
|                               | San Giorio di Susa D'oro, al San Giorgio armato di tutto punto con mantello svolazzante d'azzurro, impugnante con la destra una lancia d'argento, in sella ad un cavallo bianco, inalberato, rivoltato, gualdrappato di rosso, calpestante un drago rovesciato di verde, linguato e illuminato di rosso, trafitto nelle fauci dalla lancia d'argento. Ornamenti esteriori da Comune. Gonfalone: drappo partito di rosso e di bianco… |                                  |
|                               | San Giusto Canavese D'azzurro, al capo di rosso, alla bilancia d'oro, accompagnata in punta da una croce dello stesso. Ornamenti esteriori di Comune. |                                  |
|                               | San Martino Canavese Castello turrito rosso sovrastante alberi e colline verdi coperti da cielo azzurro, racchiusa tra una corona regale in argento, posta in alto, e due ramoscelli verdi, di vischio e di quercia, posti in basso. Gonfalone: drappo rosso ricamato, caricato centralmente dallo stemma, con iscrizione in argento recante la denominazione del Comune, nella parte superiore, e con raffigurazione di ramoscelli in argento, nella parte inferiore. |                                  |
|                               | San Maurizio Canavese Gonfalone: drappo di bianco… |                                  |
|                               | San Mauro Torinese Di rosso, alla torre d'argento, merlata di tre alla guelfa, aperta e finestrata di nero, con nel cantone destro una mitra arcivescovile dello stesso. Ornamenti esteriori di Comune. Gonfalone: Drappo quadrangolare di un metro per due, di blu, caricato dello stemma comunale, sospeso mediante un bilico mobile ad un'asta ricoperta di velluto dello stesso colore, con bullette poste a spirale e terminata in punta da una freccia. |                                  |
|                               | San Pietro Val Lemina Si cielo, alla spada in palo, di argento, la punta all'ingiù, attraversata dalle chiavi di San Pietro, decussate, con gli ingegni all'insù, la chiave in banda d'oro, la chiave in sbarra di argento, questa attraversante, il tutto sormontato dalla stella di sei raggi d'oro, accompagnata dalle lettere maiuscole S P, di rosso, una a destra, l'altra a sinistra, poste nei cantoni del capo. Ornamenti esteriori da Comune. Gonfalone: drappo di giallo con la bordatura di azzurro. D.P.R. 12 gennaio 2007 Stemma precedentemente in uso: d'oro alle chiavi di S.Pietro poste in croce di Sant'Andrea attraversate da una sciabola posta in palo, il tutto al naturale sormontato dalle lettere capitali S. P. di rosso. (Capo del Littorio). Ornamenti esteriori da Comune. D.C.G del 7 luglio 1938 Incongruenza tra disegno e blasonatura: le chiavi sono tutt'è due di argento, è presente una stella (6) non citata nella blasonatura. |                                  |
|                               | San Ponso Gonfalone: drappo partito di azzurro e di bianco… |                                  |
|                               | San Raffaele Cimena D.P.R. 10 gennaio 1985 Gonfalone: drappo troncato di rosso e di giallo… |                                  |
|                               | San Sebastiano da Po R.D. 9 novembre 1933 |                                  |
|                               | San Secondo di Pinerolo D.P.C.M. del 2 marzo 1954 Gonfalone: drappo di azzurro… |                                  |
|                               | Sangano D'azzurro, alla torre dorata quadrata, vista di spigolo, merlata alla guelfa, finestrata di tre di nero su ogni lato, fondata su un prato di verde fondato in punta. Ornamenti esteriori da Comune. D.P.R. del 16 febbraio 1973 Gonfalone: drappo di azzurro… |                                  |
|                               | Sant'Ambrogio di Torino D'azzurro, al leone d'oro accostato da due colonne d'argento, sostenenti la prima una stella d'oro, la seconda una fiamma al naturale, il tutto movente da un muro d'oro muragliato di nero. Decreto del Capo del Governo del 25 febbraio 1936 |                                  |
|                               | Sant'Antonino di Susa al capo di rosso e d'argento, al castello merlato alla guelfa, d'argento in campo rosso e di rosso in campo argento: alla punta d'oro ai tre caprioli d'azzurro con tre stelle d'oro in palo Gonfalone: Drappo di azzurro… |                                  |
|                               | Santena Partito: il PRIMO, di argento, al capo di rosso, caricato da tre conchiglie, d'oro; il SECONDO, di azzurro, al castello d'oro, murato di nero, merlato alla guelfa, il fastigio di sei, la torre, posta a sinistra, di tre, il castello finestrato di cinque, di nero, quattro finestre in fascia nel corpo del castello, una nella torre, il castello chiuso dello stesso, fondato sulla campagna diminuita di verde. Ornamenti esteriori da Città. D.P.R. 19 novembre 2006 Gonfalone: drappo partito di azzurro e di bianco, riccamente ornato di ricami d'oro e caricato dallo stemma sopra descritto con la iscrizione centrata in oro, recante la denominazione della Città. Le parti di metallo ed i cordoni saranno dorati. L'asta verticale sarà ricoperta di velluto dei colori del drappo, alternati, con bullette dorate poste a spirale. Nella freccia sarà rappresentato lo stemma della Città e sul gambo inciso il nome. Cravatta con nastri tricolorati dai colori nazionali frangiati d'oro. D.P.R. 19 novembre 2006 Gonfalone precedentemente in uso: drappo partito di bianco e di azzurro e di bianco… |                                  |
|                               | Sauze d'Oulx Trinciato: nel primo d'azzurro, al giglio d'oro; nel secondo d'argento, al delfino azzurro. Ornamenti esteriori da Comune. Gonfalone: Drappo trinciato di bianco e d'azzurro riccamente ornato di ricami d'argento e caricato dello stemma sopra descritto con la iscrizione centrata in argento: "Comune di Sauze d'Oulx". Le parti di metallo ed i cordoni sono argentati. L'asta verticale è ricoperta di velluto dei colori del drappo, alternati con bullette argentate poste a spirale. Nella freccia è rappresentato lo stemma del Comune e sul gambo inciso il nome. Cravatte e nastri tricolori dai colori nazionali frangiati d'argento. D.P.R. 16 febbraio 1967, concessione stemma e gonfalone |                                  |
|                               | Sauze di Cesana D'argento, al salice eradicato, al naturale. Ornamenti esteriori di Comune. Gonfalone: drappo troncato di verde e di bianco riccamente ornato di ricami d'argento e caricato dello stemma con l'iscrizione centrata in argento: "Comune di Sauze di Cesana". |                                  |
|                               | Scalenghe D.C.G. del 16 febbraio 1943 Gonfalone: drappo di verde bordato di rosso… D.P.R. del 14 febbraio 2008 |                                  |
|                               | Scarmagno Gonfalone: drappo partito di giallo e di azzurro… |                                  |
|                               | Sciolze Gonfalone: drappo di bianco… DPR 9 febbraio 1990 |                                  |
| Stemma secondo blasone        | Sestriere Trinciato di azzurro e di verde, alla sbarra di nero sulla partizione, sul tutto un palo d'argento, caricato di un paio di sci addossati di nero. R.D. del 21 settembre 1938, RR.LL.PP. del 27 marzo 1941 Gonfalone: drappo palato di azzurro, di nero e di verde… |                                  |
|                               | Settimo Rottaro D'azzurro, alla banda diminuita, d'argento, caricata dal numero sette nella espressione romana, i tre elementi del numero posti in sbarra e di nero, essa banda accompagnata da tre ruote d'oro, di sei raggi, due poste in capo e in banda, la terza posta nel canton destro della punta. Ornamenti esteriori da comune. D.P.R. del 4 novembre 2003 Gonfalone: drappo di bianco con la bordatura di azzurro… |                                  |
|                               | Settimo Torinese Di rosso, a sette stelle di cinque raggi d'oro poste 1,2,1,2,1 al capo cucito d'azzurro caricato di un sole parimenti d'oro. Lo scudo sannitico è sormontato da corona di Città ed ornato inferiormente da un ramo di alloro a sinistra e di quercia a destra che inferiormente sono legati da nastro rosso. Decreto del Capo del Governo, 12 settembre 1941 e successive modifiche Gonfalone: drappo di azzurro… |                                  |
|                               | Settimo Vittone Tagliato d'argento e di rosso, ad una stella dell'uno nell'altro. Sulla partizione, il numero sette romano di nero posto in sbarra. Ornamenti esteriori da Comune. |                                  |
|                               | Sparone |                                  |
|                               | Strambinello |                                  |
|                               | Strambino Di nero, alle tre fasce d'argento. Gonfalone: drappo di bianco… |                                  |
|                               | Susa Due torri, rossa l'una in campo d'argento, d'argento l'altra in campo rosso, le due torri fiancheggiano una porta sormontata da un piano con due finestre; le torri, che sono merlate, hanno tre finestre caduna, lo scudo è sormontato da corona marchionale a cui è unita in basso la croce di Savoia, due rami di quercia adornano ai fianchi lo stemma, sotto al quale sopra un nastro sta scritta la legenda "In flammis probatus amor" (Nelle fiamme è provato l'amore). Gonfalone: Drappo di rosso… |                                  |
|                               | Tavagnasco Inquartato: nel primo e quarto di azzurro, al leone rampante d'oro, coronato dello stesso; nel secondo e terzo d'oro, al leone rampante d'azzurro, coronato del primo; sul tutto uno scudetto di azzurro, caricato di una mitria d'argento. Ornamenti esteriori da Comune. Gonfalone: Drappo partito di azzurro e di giallo… DPR del 16 aprile 1958 |                                  |
|                               | Torino D'azzurro, al toro furioso d'oro, cornato d'argento. Lo scudo sarà fregiato della corona comitale. D.C.G. dell'11 agosto 1931 Gonfalone: drappo di azzurro… Gonfalone storico: drappo rettangolare di seta azzurra terminante a due bandoni e con il lato inferiore frangiato d´oro; nella parte alta del drappo è presente una "T" color granata. | Gonfalone storico                |
| Altra versione in uso         | Torrazza Piemonte Scudo argentato, torre di mattoni con sommità rovinata in banda abbassata, murata di nero, con tre merli alla guelfa, la torre fondata sulla campagna verde. Deliberazione della Giunta comunale n. 22 del 28 marzo 2007 |                                  |
| Stemma in uso precedentemente | Torre Canavese D.P.R. del 21 settembre 2011 Gonfalone: drappo di bianco… |                                  |
|                               | Torre Pellice Gonfalone: drappo di azzurro… |                                  |
|                               | Trana Troncato: sopra di rosso, alla croce greca d'argento; sotto d'azzurro, alla palla d'oro, caricata di tre stelle (1 e 2) di argento. D.C.G. del 3 settembre 1929 Gonfalone: drappo trinciato di rosso e di azzurro… |                                  |
|                               | Trausella Tagliato: nel PRIMO, d'oro, al fagiano di monte al naturale; nel SECONDO, d'azzurro, alla pianticella di ciclamino, sradicata, fogliata di cinque, fiorita di sette, il tutto al naturale. Ornamenti esteriori da Comune. D.P.R. del 28 novembre 2015 Gonfalone: drappo partito di azzurro e di giallo… D.P.R. del 28 novembre 2015 |                                  |
|                               | Traversella Di nero, alla piccozza da minatore, con il ferro in alto, manicata al naturale e posta in palo; capo d'argento; il tutto calzato di verde. Ornamenti esteriori da Comune. |                                  |
|                               | Traves |                                  |
|                               | Trofarello |                                  |
|                               | Usseaux Due spade d'argento, guarnite d'oro, decussate, con le punte all'insù, accompagnate in campo dalla scritta Uxellum, in lettere maiuscole in oro. D.P.R. del 1º marzo 2000 Gonfalone: drappo di bianco… |                                  |
|                               | Usseglio D'azzurro, all'aquila d'oro, tenente col becco la penna d'oca, d'argento, posta in banda, essa aquila sostenuta dal monte all'italiana di sei colli, di rosso, fondato in punta. Ornamenti esteriori da Comune. D.P.R. del 20 ottobre 1990 Gonfalone: Drappo partito di bianco e di rosso… |                                  |
|                               | Vaie D'argento, al monte al naturale, dal quale sgorga un getto d'acqua cristallina raccolta da una fonte d'oro. Motto: dal cuore del monte donò vita. Gonfalone: drappo partito di giallo e di bianco… |                                  |
|                               | Val della Torre Gonfalone: drappo di azzurro… |                                  |
|                               | Valgioie Di rosso, con al centro gioia o gazza al naturale, afferrante con gli artigli un bastone in banda. Ornamenti esteriori di Comune. Gonfalone: drappo di rosso… |                                  |
|                               | Vallo Torinese D.P.R n. 3063 del 15 luglio 1982 Gonfalone: drappo partito di rosso e di bianco… |                                  |
| Stemma precedentemente in uso | Valperga D.P.R. del 28 marzo 2013 Gonfalone: drappo di giallo bordato di rosso… Gonfalone precedentemente in uso: drappo di rosso… | Gonfalone precedentemente in uso |
|                               | Valprato Soana |                                  |
|                               | Varisella D'azzurro, all'aquila d'oro coronata dello stesso. Ornamenti esteriori da Comune. Gonfalone: Drappo di giallo riccamente ornato di ricami d'argento e caricato dello stemma sopra descritto con la iscrizione centrata in argento: Comune di Varisella. Le parti di metallo ed i cordoni saranno argentati. L'asta verticale sarà ricoperta di velluto giallo con bullette argentate poste a spirale. Nella freccia sarà rappresentato lo stemma del Comune e sul gambo inciso il nome. Cravatta e nastri tricolori dai colori nazionali frangiati d'argento. |                                  |
|                               | Vauda Canavese |                                  |
|                               | Venaria Reale Di rosso, alla cervia d'oro, rivolta ed accovacciata sopra una scala d'argento posta in fascia. Lo scudo sarà per concessione speciale sormontato dalla corona reale Sabauda, e fregiato dal Collare dell'Ordine Supremo della Santissima Annunziata.Sostegni: due rami, a destra di quercia, a sinistra di olivo, al naturale, decussati sotto la punta dello scudo. Motto: "pacem cum inimicis, bellum cumvitiis". R.D. del 20 dicembre 1891 Gonfalone: Drappo di rosso, riccamente ornato di ricami d'argento, caricato dello stemma comunale e della scritta d'oro "CITTA' di VENARIA REALE" su tre righe. R.D. del 28 aprile 1937 |                                  |
|                               | Venaus Di rosso, al capo d'azzurro, ad un cervo fermo, al naturale, movente da un ricamo dorato. |                                  |
|                               | Verolengo D'argento, al verro al naturale, cinghiato pure d'argento, rampante, al capo abbassato di rosso. Ornamenti esteriori da Comune. R.D. 12 ottobre 1933 Gonfalone: Drappo di azzurro |                                  |
|                               | Verrua Savoia D'argento, alla croce di nero, da una parte accantonata in diagonale da due rombi di colore rosso, e dall'altra parte da un porco al naturale e da un grappolo d'uva pure al naturale. |                                  |
|                               | Vestignè |                                  |
|                               | Vialfrè |                                  |
|                               | Vico Canavese |                                  |
|                               | Vidracco Gonfalone: drappo troncato di bianco e di azzurro… |                                  |
|                               | Vigone Uno scudo di rosso alla croce piena d'argento, accompagnato nel lato destro da una stella d'oro, ornato al di fuori e intrelciato e beneplacito con due leoni di gueules tenenti una lancia d'oro sommata da una banderuola di gueules alla Croce d'argento come nel campo, un cerniero composto da due rami, uno di lauro, l'altro di palma col motto: IN PACE VIRTUS, IN BELLO VICTORIA. |                                  |
|                               | Villafranca Piemonte Drappo bandato d'oro e di giallo Gonfalone: Drappo di azzurro |                                  |
|                               | Villanova Canavese D.P.C.M. del 24 maggio 1957, registrato alla Corte dei Conti a registro N. 12, Presidenza, Foglio 179, il 5 ottobre 1957 Gonfalone: drappo di rosso… |                                  |
|                               | Villar Dora D'argento, al castello di rosso, finestrato, merlato alla guelfa; al fianco sinistro una torre di rosso; il tutto movente da una rocca di verde. Gonfalone: Drappo partito di bianco e di rosso… |                                  |
|                               | Villar Focchiardo Di rosso, al castello rosso bordato di nero, dai tre torrioni merlati alla guelfa, finestrato, recante una croce sul torrione centrale. |                                  |
|                               | Villar Pellice |                                  |
|                               | Villar Perosa Tagliato: nel PRIMO, di azzurro, alle tre mele, poste in fascia, di rosso, unite al ramo di verde, posto in fascia, fogliato superiormente di sei, due foglie ogni mela dello stesso; nel SECONDO, sbarrato di rosso e d'oro. Ornamenti esteriori da Comune. D.P.R. del 13 gennaio 1994 Gonfalone: drappo tagliato di giallo e di azzurro caricato dell'arma sopra descritta ed ornato di ricchi fregi d'argento. |                                  |
|                               | Villarbasse Gonfalone: drappo partito di bianco e di verde… |                                  |
|                               | Villareggia |                                  |
|                               | Villastellone Inquartato: al primo a sfondo argento la testa di donna mora rivoltata; al secondo a sfondo azzurro la stella d'oro a sei punte; al terzo a sfondo azzurro tre piante di calendula d'oro poste 2 e 1; al quarto a sfondo argento una croce ad otto punte in rosso. |                                  |
|                               | Vinovo D'azzurro, al mezzo liocorno d'argento, collarinato dello stesso, bordato d'oro. Motto: Vicus Novus. R.D. del 13 gennaio 1918 Gonfalone: drappo di azzurro… |                                  |
|                               | Virle Piemonte |                                  |
|                               | Vische |                                  |
|                               | Vistrorio Inquartato: il PRIMO e il QUARTO, di argento, all'occhio umano al naturale; il SECONDO e il TERZO, di rosso, alla torre d'oro, murata di nero, chiusa e finestrata dello stesso, merlata alla guelfa di tre, fondata in punta. Ornamenti esteriori da Comune. Gonfalone drappo di bianco bordato di rosso… D.P.R. del 28 settembre 2007 |                                  |
|                               | Viù R.D. del 16 novembre 1933 Gonfalone: drappo di azzurro… |                                  |
|                               | Volpiano D'azzurro, alla fascia d'argento, caricata di una volpe corrente di nero, ed accompagnata in capo da un sole d'oro ed in punta da un fascio di saette d'oro, legate di rosso, attraversata da un nastro d'argento col motto VIGILANTIA ET VIRTUTE. Gonfalone: drappo di bianco bordato di azzurro… |                                  |
|                               | Volvera Di azzurro, all'albero di lauro di verde, fustato al naturale, nodrito nella pianura diminuita di rosso, munito di sei rametti, tre in banda e tre in sbarra, ciascuno con tre foglie poste a ventaglio sulla sommità, e di altra foglia, posta in palo sulla sommità dell'albero, i rametti alternati da quattro ramoscelli, due in banda e due in sbarra, ognuno cimato dalla drupa di nero. Sotto lo scudo, su lista bifida e svolazzante di azzurro, il motto in lettere maiuscole di nero, INGENIO VIRTUTIQUE DECUS. Ornamenti esteriori da comune. D.P.R. del 19 gennaio 1999 Gonfalone: drappo di rosso, riccamente ornato di ricami d'argento e caricato dallo stemma sopra descritto con la iscrizione centrata in argento, recante la denominazione del comune. Le parti di metallo ed i cordoni sono argentati. L'asta verticale è ricoperta di velluto rosso con bullette argentate poste a spirale. Nella freccia è rappresentato lo stemma del comune e sul gambo inciso il nome. Cravatta con nastri tricolorati dai colori nazionali frangiati di argento.                                                 |                                  |

## Ex comuni
| Stemma | Ex Comune e blasonatura | Gonfalone |
| ------ | --- | --------- |
|        | Brusasco-Cavagnolo (Comune creato nel 1927 dall'unione di Brusasco, Cavagnolo, Marcorengo e Brozolo. Nel 1948 si è staccato Brozolo e nel 1957 Cavagnolo, mentre Marcorengo è rimasto frazione di Brusasco) Di nero alla fenice d'argento sulla sua immortalità, fissante quattro stelle (1-2-1) dello stesso. [Capo del Littorio]. Ornamenti esteriori da Comune. D.C.G. del 20 dicembre 1938 |           |